# Palo Solo
Palo Solo är en ort i Mexiko.   Den ligger i kommunen Tantoyuca och delstaten Veracruz, i den sydöstra delen av landet, 230 km norr om huvudstaden Mexico City. Palo Solo ligger 155 meter över havet och antalet invånare är 493.
Terrängen runt Palo Solo är platt. Runt Palo Solo är det ganska tätbefolkat, med 72 invånare per kvadratkilometer. Närmaste större samhälle är Tantoyuca, 5,5 km väster om Palo Solo. Trakten runt Palo Solo består till största delen av jordbruksmark.